# Finca 12
Finca 12 ist ein Corregimiento des Bezirks Changuinola in der Provinz Bocas del Toro in Panama. Bei der Volkszählung im Jahr 2023 hatte es 3264 Einwohner. Das Corregimiento erstreckt sich über eine Fläche von 2,7 km².
Das Corregimiento wurde durch Gesetz Nr. 172 vom 19. Oktober 2020 geschaffen. Es umfasst nur einen Teil der Stadt Changuinola.